# Копійко Григорій Якович
Григорій Якович Копійко (1909, селище Копійчана, тепер Кам'янського району Черкаської області — ?) — колишній директор Дрогобицького державного учительського інституту.

## Біографія
Народився у селянській родині. У 1937 році закінчив Київський державний університет імені Шевченка. Член ВКП(б).
У 1937—1941 р. — директор Білоцерківського педагогічного училища Київської області.
З червня 1941 до 1945 року — в Червоній армії, учасник німецько-радянської війни. Служив командиром батареї 646-го армійського артилерійського полку Західного, Калінінського, 3-го та 1-го Білоруських фронтів. З 1944 року служив начальником відділу кадрів артилерії 1-ї армії Війська Польського Групи радянських окупаційних військ у Німеччині.
У червні 1946 — грудні 1947 р. — директор Дрогобицького учительського інституту. Одночасно працював старшим викладачем кафедри фізики інституту.
У квітні — червні 1948 р. — директор Самбірської середньої школи № 1 Дрогобицької області. Подальша доля невідома.

## Звання
- капітан
- майор

## Нагороди
- орден Червоного Прапора (25.08.1945)
- орден Червоної Зірки (3.11.1942)
- медаль «За оборону Москви»
- медалі